# Maison de Nicéphore Niépce
Pour les articles homonymes, voir Niépce (homonymie).
Ne doit pas être confondu avec Musée Nicéphore-Niépce.
La maison de Nicéphore Niépce (Le Gras) est un musée historique de la photographie et une demeure où vécut l'inventeur de la photographie Nicéphore Niépce (1765-1833) à Saint-Loup-de-Varennes, dans le département de Saône-et-Loire en Bourgogne-Franche-Comté. Cette demeure est labellisée maisons des Illustres.

## Historique
Nicéphore Niépce, riche propriétaire terrien né à Chalon-sur-Saône le 7 mars 1765, réalise l'intégralité de ses recherches et découvertes dans cette maison ou il réside durant les mois d'été, à Saint-Loup-de-Varennes à 5 km au sud de son lieu de naissance.

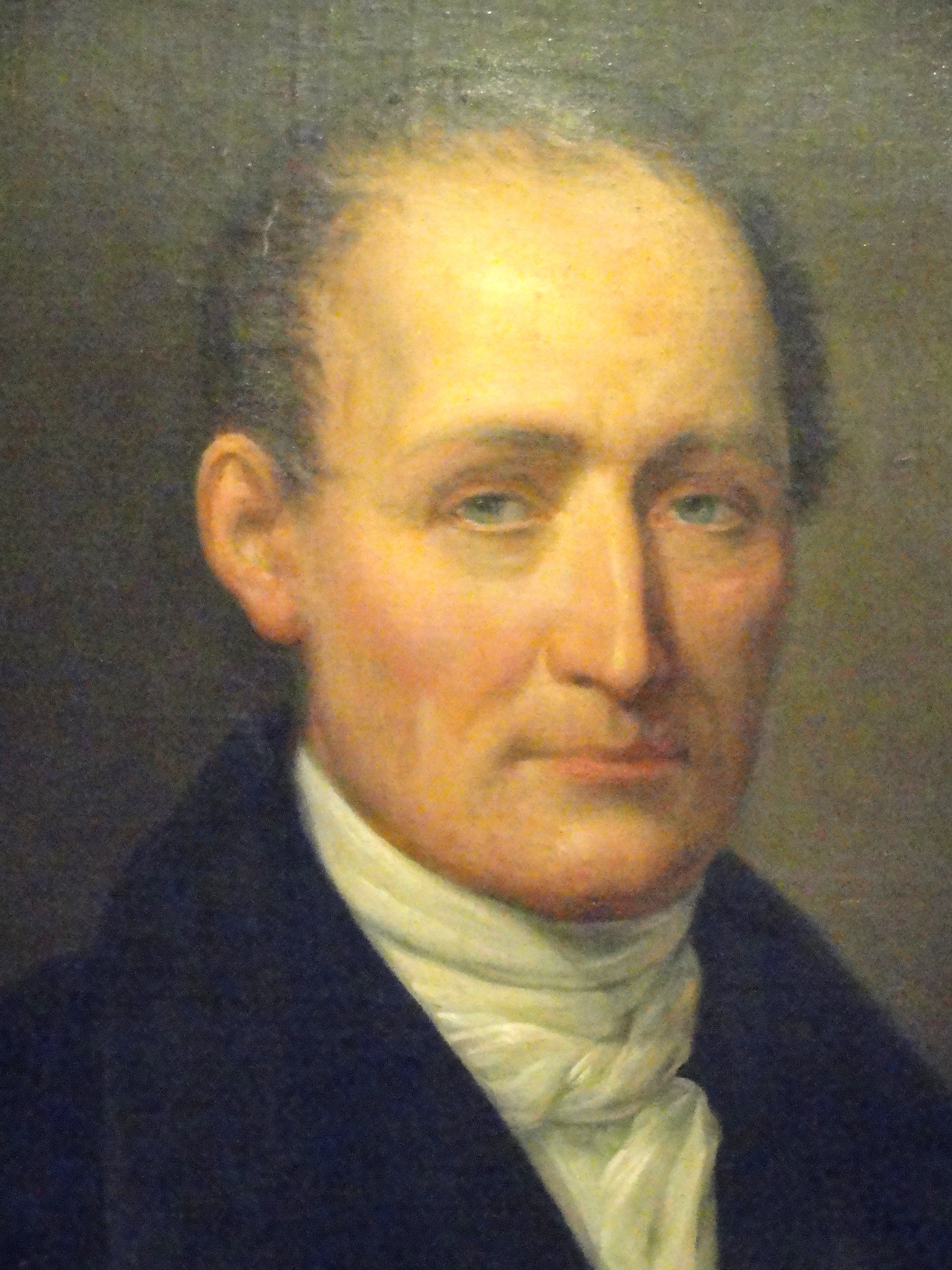
Nicéphore Niépce (1765-1833)
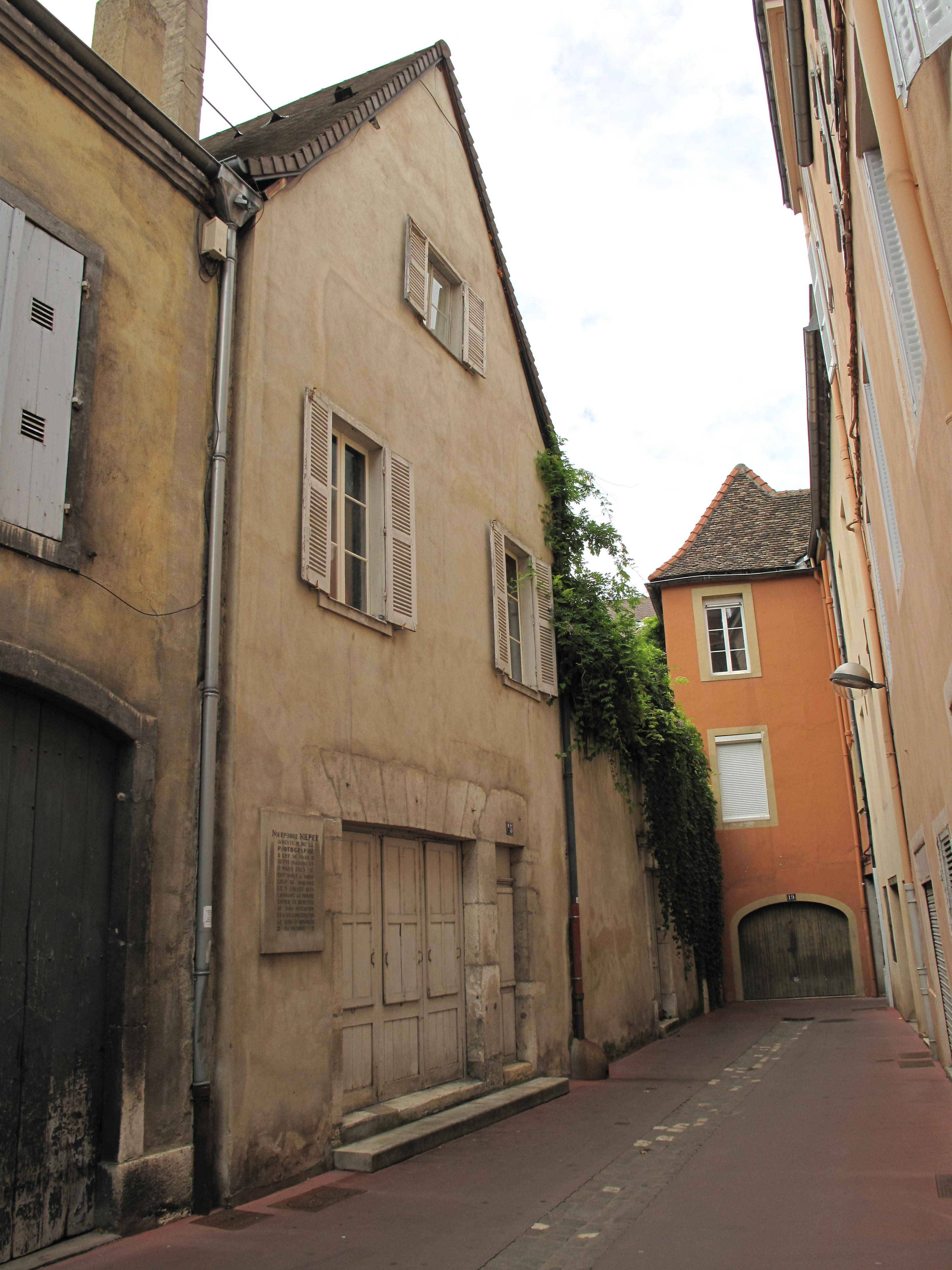
Maison natale de Chalon-sur-Saône.
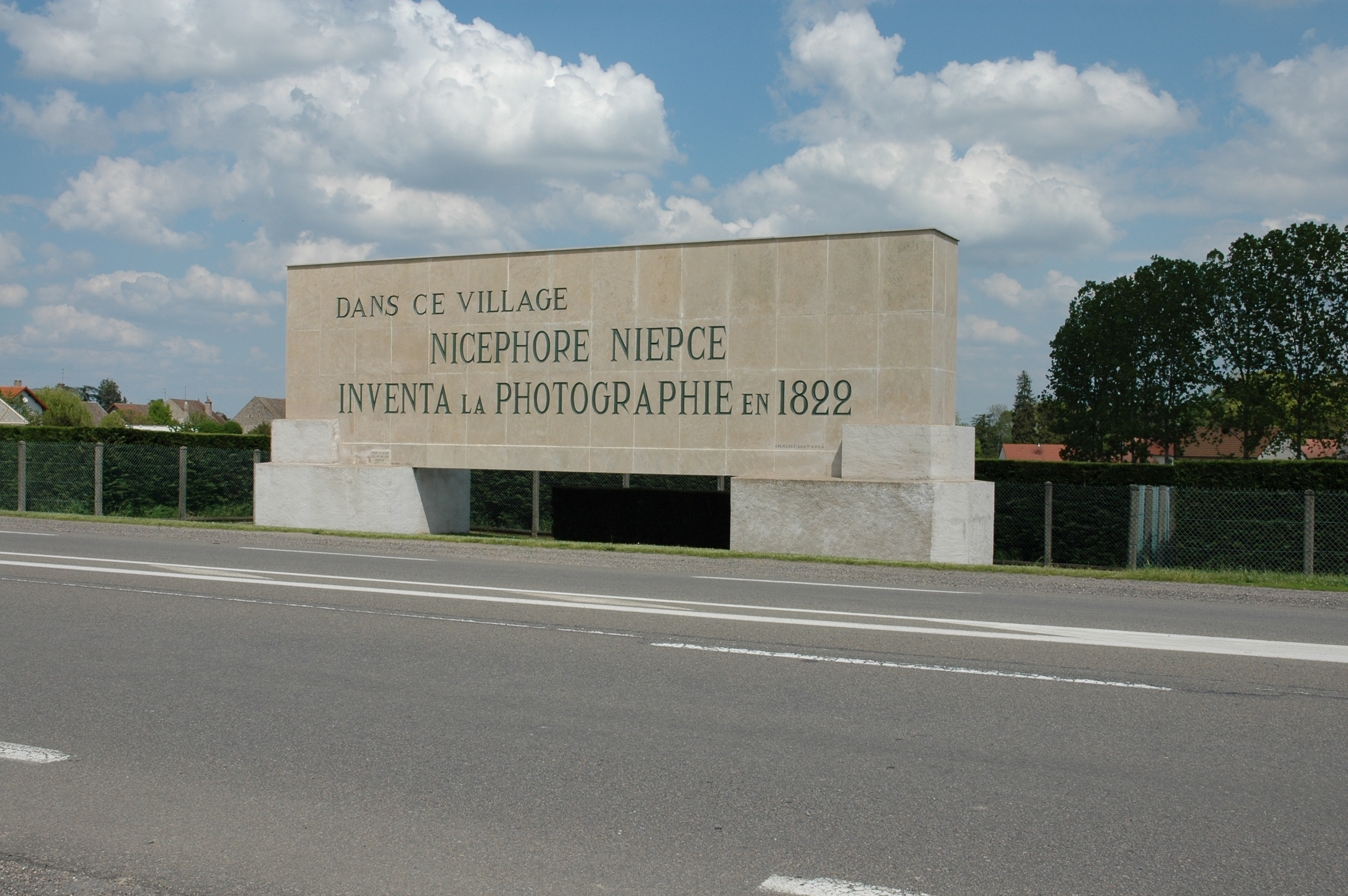
Monument Nicéphore Niépce de Saint-Loup-de-Varennes.

Avec son frère Claude Niépce, il invente et met au point le pyréolophore, prototype historique du premier moteur à combustion interne qu'ils font breveter en 1807. Ils travaillent également à perfectionner le vélocipède/draisienne.
Niépce entreprend de multiples recherches sur la photosensibilité des matériaux pour tenter de fixer sur un support  l'image du font d'une chambre noire. Il y parvient en 1824 au moyen d'une pierre  recouverte de bitume de Judée avec laquelle il réalise depuis la fenêtre de l'atelier de son domicile, la première héliographie/photographie de l'histoire de la photographie. 

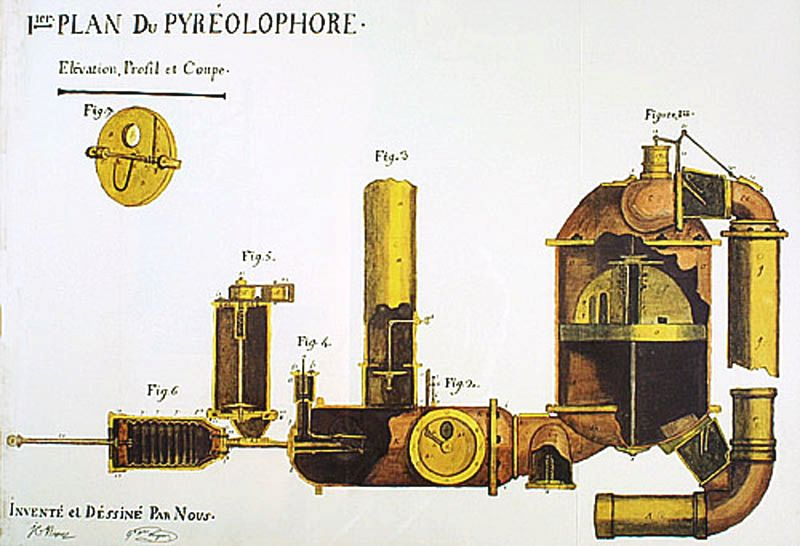
Prototype de moteur pyréolophore breveté par les frères Niépce en 1807.
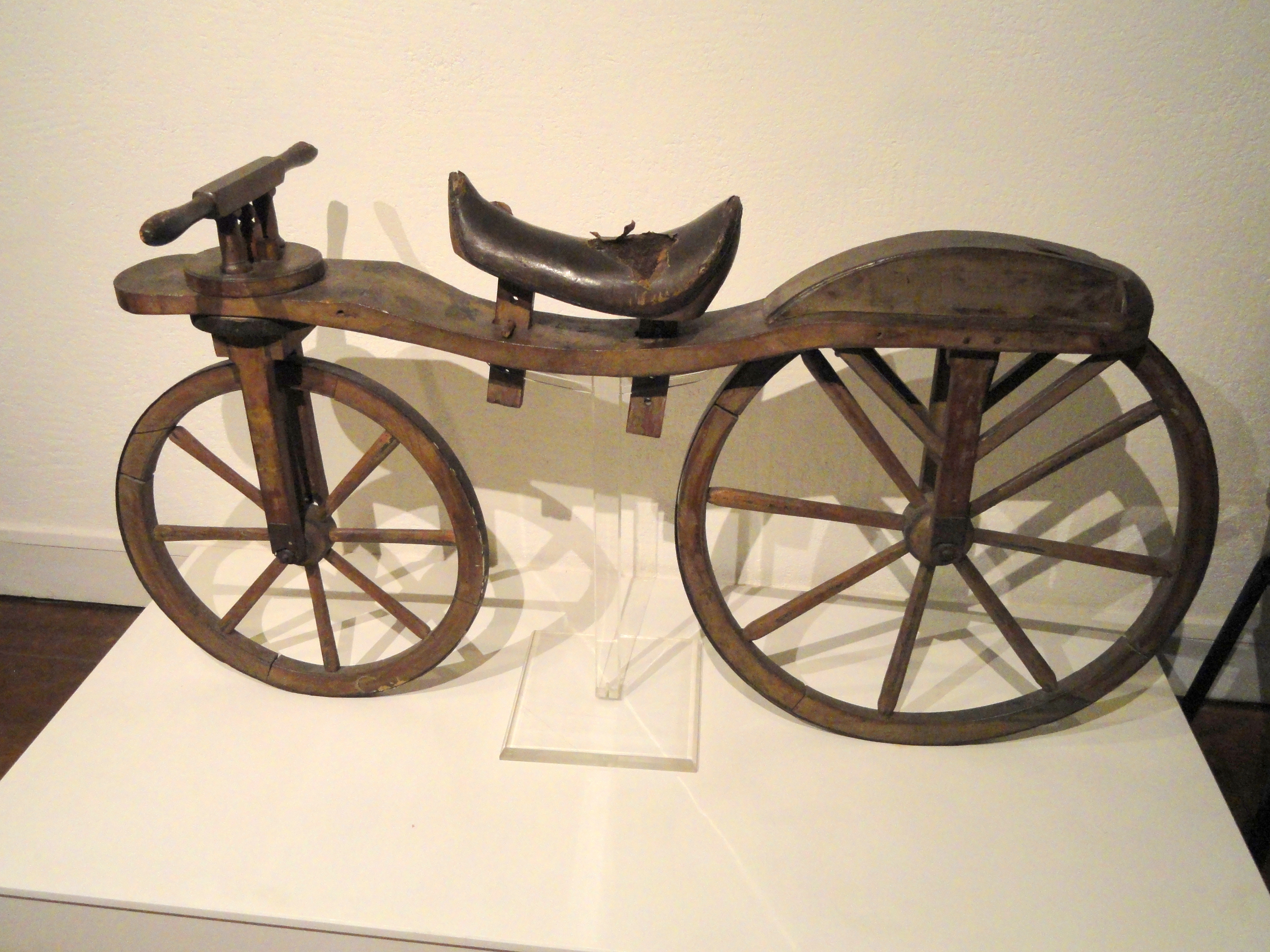
Vélocipède/draisienne des frères Niépce de 1818.
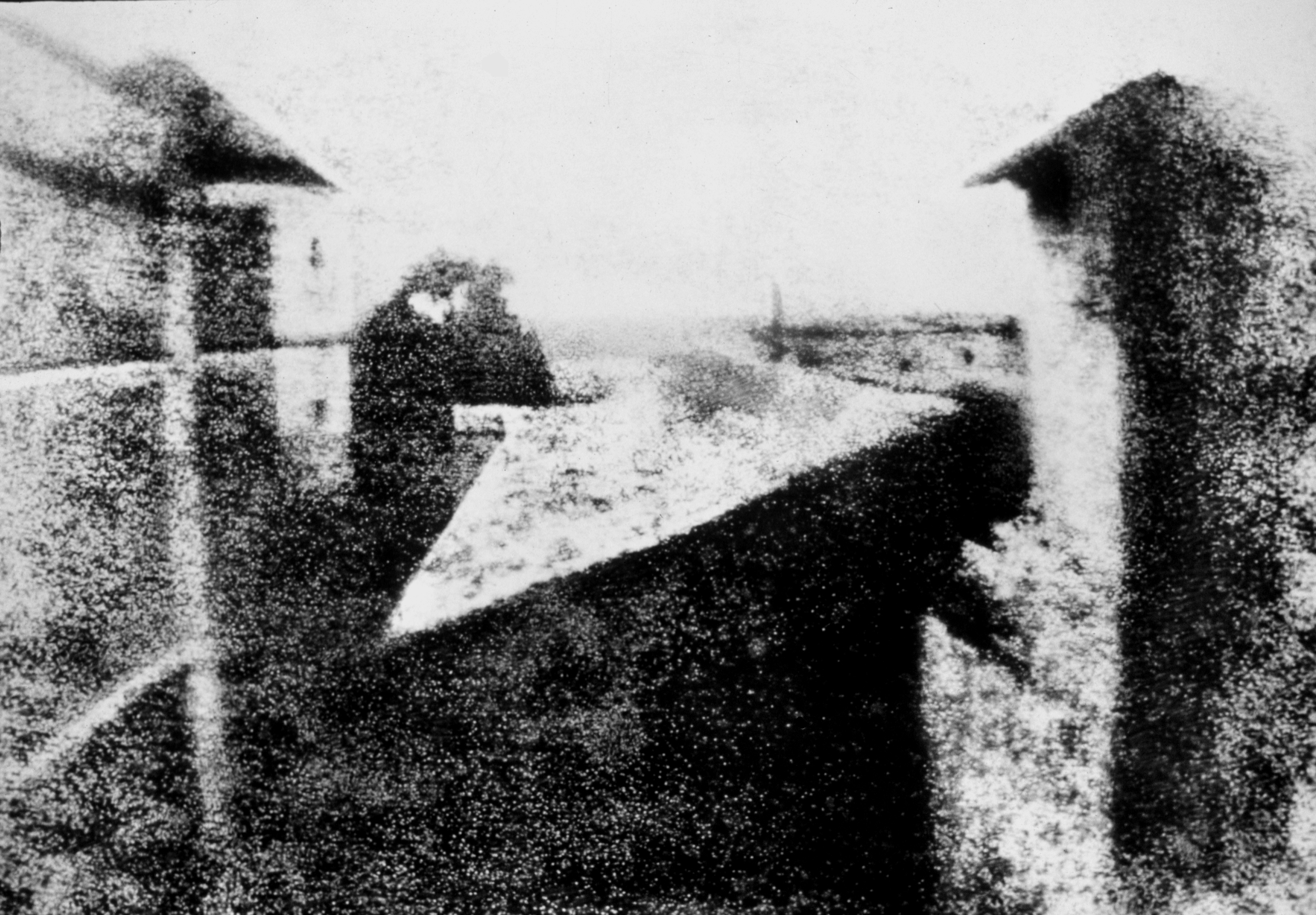
Point de vue du Gras, 1826/1827, première photographie de l'histoire de la photographie.

En 1829, il s'associe avec son confrère inventeur Louis Daguerre (1787-1851) pour concevoir à deux à cet endroit un second procédé photographique amélioré baptisé physautotype, précurseur du daguerréotype.
Nicéphore Niépce s'éteint dans cette maison le 5 juillet 1833 et repose au cimetière du village.
Vers 1853, Abel Niépce de Saint-Victor améliore la technique de son oncle sous le nom d'héliogravure.
En 1972, le musée Nicéphore-Niépce de l'histoire de la photographie est inauguré sur les quais de Saône à Chalon-sur-Saône.
En 1999, le photographe Pierre-Yves Mahé investit la maison de Niépce qu'il fait entièrement restaurer et ouvrir au public à partir de 2007 pour exposer « le plus vieux laboratoire photo du monde ». Le musée expose également le laboratoire historique du photographe chalonnais Fortuné Joseph Petiot-Groffier (1788-1855).